# التهاب العظم والنقي متعدد البؤر المزمن المتكرر
التهاب العظم والنقي متعدد البؤر المزمن المتكرر حالة نادرة (بنسبة واحد من كل مليون)، تظهر فيها آفات والتهاب وألم في العظام، يدعى المرض متعدد البؤر لأنه قد يظهر في أجزاء مختلفة من الجسم، بشكل رئيسي العظام، ويدعى التهاب العظم والنقي لأنه مشابه لالتهاب العظم والنقي، لكنه لا يحدث بسبب عدوى.
تعريف التهاب العظم والنقي متعدد البؤر المزمن المتكرر قيد التطوير. يصف الكثير من الأطباء والمقالات هذا الالتهاب بأنه مرض مناعي ذاتي تشابه أعراضه التهاب العظم والنقي دون وجود العدوى. اعتقد بعض الأطباء أنه متعلق بمتلازمة سافو. يصنف الباحثون الآن التهاب العظم والنقي متعدد البؤر المزمن المتكرر بوصفه مرضًا مناعيًا ذاتيًا موروثًا لكنهم لم يحددوا بعد المورثة المسؤولة أو الأسباب الأخرى.

## التصنيف
بسبب طبيعته الالتهابية، ونكسه المتكرر، وعدم تحديد عامل ممرض، أُعيد تصنيفه بوصفه مرضًا مناعيًا ذاتيًا. يشمل هذا التصنيف الأنماط الوراثية (الحمى المتوسطية العائلية، عوز أنزيم ميفالونات كيناز، المتلازمة الدورية المرتبطة بمستقبل عامل نخر الورم، متلازمة دورية مرتبطة بكرايوبايرين، متلازمة بلاو، التهاب المفاصل المقيح العقيم، تقيح الجلد الغنغريني، متلازمة انحصار العصب الجلدي الأمامي، التهاب العظم والنقي متعدد البؤر المزمن المتكرر) والاضطرابات متعددة العوامل (داء كون وداء بهجت). لا يعد التهاب العظم والنقي متعدد البؤر المزمن المتكرر بعد الآن اضطرابًا مناعيًا ذاتيًا وإنما مرض التهابي مناعي موروث.

## الأعراض
العرض الرئيسي هو الألم.

## التشخيص
يعتد تشخيص التهاب العظم والنقي متعدد البؤر المزمن المتكرر على الاستبعاد. أي يجب استبعاد الأمراض الأخرى قبل وضع التشخيص. عمومًا، تلزم الكثير من الاستقصاءات التشخيصية، مثل الاختبارات الدموية والصور البسيطة والمسح العظمي والرنين المغناطيسي وأحيانًا خزعة العظم.

## العلاج
يعالج التهاب العظم والنقي متعدد البؤر المزمن المتكرر عمومًا من قبل طبيب اختصاصي (طبيب الأمراض الرثوية عند الأطفال) ذي خبرة في معالجة هذه الحالات.

## أهداف المعالجة
- تقليل الالتهاب
- منع تخريب العظم والتشوهات العظمية
- تقليل الألم

يختلف المرض بين شخص وآخر. لا يستجيب كل الأطفال للمعالجات جميعها. يمكن أن يجرب الطبيب أدوية متعددة قبل إيجاد الدواء المناسب للطفل. سيعمل الطبيب معك ومع عائلتك لإيجاد العلاج. يمكن أن تُضبط حالة المريض باستخدام مضادات الالتهاب اللاستيروئيدية. مضادات الالتهاب اللاستيروئيدية هي الخط الأول في العلاح. إذا لم يتحسن الطفل باستخدامها أو لم يتحملها يمكن توفير خيارات علاجية ثانية. تتضمن الأدوية المستخدمة في الخط الأول: نابروكسين (أليف)، سيليكوكسيب (سيليبريكس)، ميلوكسيكام (موبيك)، بيروكسيكام (فيلدين)، إندوميثاسين (إندوسين)، ديكلوفيناك (فولتارين). يشمل الخط العلاجي الثاني الستيروئيدات القشرية (بريدنيزون، بريدنيزولون). ميثوتريكسات (أوتريكسب)، سلفاسالازين (أزولفيدين)، باميدرونات (أريديا)، زولندرونيك أسيد (زوميتا)، أداليموماب (هوميرا)، إيتانيرسيبت (إينبريل)، إنفليكسيماب (ريميكاد).
تستخدم هذه الأدوية أيضًا عند الأطفال المصابين بأمراض التهابية أو عظمية أخرى. يمكن أن تظهر التأثيرات الجانبية عند استخدام هذه الأدوية.

## الإنذار
يعتمد الإنذار على حالة الطفل الفردية واستجابته للعلاج. من الأفضل مناقشة الإنذار مع طبيب الأمراض الرثوية عند الأطفال المشرف على حالة الطفل.